# На Західному фронті без змін (фільм, 2016)
«На Західному фронті без змін» (англ. All Quiet on the Western Front) — американський фільм новозеландського режисера Роджера Дональдсона 2016 року за однойменним романом Еріха Марії Ремарка. Це третя екранізація відомого антивоєнного роману письменника.
Сценарій — Леслі Патерсон, Ієн Стокелл.
Слоган фільму — «In the midst of the chaos and brutality of World War One trench warfare, there is still hope».

## Сюжет
Це історія молодого солдата Пауля Боймера та його фронтових друзів, які на собі відчули все страхіття Першої світової війни.

## Головна роль
У головній ролі австралійський актор Тревіс Фіммел.